# Battaglia di Chester
La battaglia di Chester (in gallese antico: Guaith Caer Legion; in gallese moderno: Brwydr Caer), generalmente datata al 616 anche se gli annali danno date diverse, vide scontrarsi gli eserciti di re Æthelfrith di Northumbria e le truppe di diversi regni britannici tra cui il Powys e il Rhôs. I Northumbriani vinsero e Selyf Sarffgadau del Powys e Cadwal Crysban del Rhôs furono entrambi uccisi. Nella battaglia sembra che sia morto anche il re del Gwynedd Iago ap Beli. Non si conoscono le vere ragioni dello scontro.

## Fonti
- Annales Cambriae del X secolo circa
- Beda il Venerabile, Historia ecclesiastica gentis Anglorum, libro II, capitolo II
- Annali di Tigernach del X secolo circa
- Cronaca anglosassone del IX secolo circa
- Reginaldo di Durham, Vista di Sant'Osvaldo,  XII secolo circa
- Goffredo di Monmouth, Historia Regum Britanniae, XII secolo circa